# Панайот Волов
Панайот Волов (болг. Панайот Волов) — болгарський революціонер, один з членів Гюргевського революційного комітету (Гюргевски революционен комитет) та ініціаторів Квітневого повстання проти османського пригноблення в Болгарії в 1876 році, «апостол свободи» (керівник повстанського комітету) від Пловдивського округу повстання. Національний герой Болгарії. У своїй діяльності користувався псевдонімом Петро Ванков (болг. Петър Ванков).
Батько Панайота Вічо Симеонов, зарізав чужого вола, змушений був за це заплатити, через що з'явилось прізвисько Волов, яке передалося його синові як прізвище.

## Біографія
Волов народився в місті Шумен в родині ремісника Вічо Симеоноваа та його дружини Васильки. Точна дата його народження невідома. У деяких джерелах вказано, що це сталося 1847 року, в інших — у 1851—1853 роках. Переважно про ранні роки Волова свідчення засновані на спогадах його молодшої сестри Віци (Вічки) і вчителя, письменника Ілії Блискова. Оскільки його молодша сестра Віца народилася 5 березня 1853 року і має різницю в 2-3 роки, прийнято вважати, що Волов народився в 1850 або 1851 році.
Його сім'я ненадовго переїхала до села Ченгель, де його мати Василька працювала в присадибній ділянці іншого селянина, а батько Вічо Волов «підбирав собі каміння біля села, завантажуючи вибухівку в камінь перед захопленими очима жителів».
«Високий, сухої статури і смуглявий, з блискучими очима і вольовим характером», — таким згадував Панайота митрополит Варненсько-Преславський Симеон. Волов вів спартанський спосіб життя — не курив, не пив, мало спав, аби мати час читати.
Панайот почав учитися в сільській школі, а закінчив Шуменську початкову школу, де учителював Тодор Ікономов. За фінансової підтримки свого багатого дядька, суспільного діяча Марінчо Бенлі він продовжив навчання в Бухаресті, Болграді, Одесі та Миколаєві упродовж 1869—1873 років. За півроку до закінчення Південнослов'янського пансіону в Миколаєві через хворобу він був змушений повернутися до Шумена. Припускають, що саме тоді він побував у друкарні Любена Каравелова і навіть познайомився з Христом Ботевим.
Волов написав тоді: «…Наш народ ще простий і йому потрібні вчені люди, щоб вивести його на правильний шлях. Без них він довго блукатиме по туманах життя, не побачивши скоро над собою ясного дня.»
Після одужання він мав намір знову поїхати до Миколаєва, де хотів закінчити навчання, але шуменці запропонували йому посаду завідувача учбовою частиною та одночасно директора початкової школи, і він погодився на це. Організував вечірню школу, взяв активну участь у діяльності місцевого будинку культури. Волов викладав природознавство, фізику і математику, часто використовуючи уроки з метою патріотичного виховання. Він підтримував місцевий громадський осередок «Прогрес» (болг. Напредак) та разом із колегами організовував театральні вистави. Щоб відтворити репрезентативний образ у п'єсі «Повстання Крума Грозного», він навіть брав уроки фехтування.
Він написав: «…справжній чоловік той, хто менше дбає про себе, а більше про своїх людей. Я хочу бути такою справжньою людиною. Але оскільки я не маю багатств, щоб віддати, я хочу віддати свою душу…»

### Революційна діяльність
У серпні 1874 року він узяв участь у загальних зборах Болгарського революційного центрального комітету (БРЦК) у Бухаресті. Був обраний головою Шуменського революційного комітету. Під виглядом шкільного інспектора він створив або відродив комітети в 14 шуменських селах, зокрема таких як Каспичан, Кюлевча, Новий Пазар, Преслав, Осмар, Смядово, Вирбиця, Драгоєво, Хас (нині село Добрі Войніков), Дивдядово.
Восени 1874 року за рекомендацією публіциста і революціонера Михайла Грекова Панайот Волов водив на розвідку російського полковника Георгія Бобрикова, який замалював укріплення Шумена та Преславської фортеці. За словами Захарія Стоянова у грудні 1874 року Волов дав болгарському письменнику і революціонеру Любену Каравелову гроші на покупку 12 револьверів.
Болгарський революціонер Никола Обретенов згадував, що Волов був одним з найактивніших революційних апостолів. На початку 1875 року він був заарештований і ув'язнений за участь у гострому конфлікті між місцевою молоддю та європейськими інженерами, які брали участь у будівництві залізниці Каспичан-Шумен-Ямбол. Він стояв на чолі незадоволених жителів Шумена, які хотіли зірвати весілля французького інженера та місцевої дівчини, яка вважалася найбільшою шуменською красунею. У в'язниці він тяжко захворів, що дало Тонці Обретеновій підстави переконати османів, що він її родич і що вона повинна взяти його до себе в будинок, щоб лікувати. Після кількох місяців ув'язнення Волов був звільнений. Однак замість того, щоб повернутися до рідного Шумена він попрямував до Валахії. Існують різні версії щодо того, як він пішов на цей сміливий крок. Найпоширенішим є та, що за допомогою Іларіона Драгостинова, Ніколи Обретенова та капітана австрійського пароплава «Орієнт» він переправився шляхом «таємної пошти» (створеного за часів Георгія Раковського та розвинутого Василем Левським). За іншими версією, таємно переплив Дунай до Румунії на човні, наданому Русенським революційним комітетом.
Там його зустріли Стефан Стамболов і Христо Ботев. Волов швидко став професійним революціонером. Тим часом, між серединою квітня та серединою серпня 1875 року група революціонерів, у тому числі Ботев і Стамболов, організували переворот і усунули Каравелова з посади голови Болгарського революційного центрального комітету, обравши ним Ботева. БРЦК швидко взяв курс на повстання. Багато з «молодих» його членів були колишніми студентами навчальних закладів Російської імперії (як от Волов, Стамболов, Ботєв тощо), тому можливо вважали, що вони можуть спровокувати російську інтервенцію до Болгарії через народне повстання, яке викличе міжнародний резонанс. Момент був сприятливим, враховуючи тліючий сербсько-османський конфлікт через боснійсько-герцеговинське повстання.
12 серпня 1875 року БРЦК зібрався і прийняв рішення про всенародне повстання. На цьому ж засіданні було прийнято схвалено вислати емісарів всередину країни, і Волов був обраний апостолом до Ловечського округу. У Никополі він переправився через Дунай і добрався до Троянського Балкану, де розгорнув свою діяльність.
16-17 вересня спалахнуло Старозагорське повстання. Поспішний хід повстання поклав край діяльності Панайота Волова на Троянському Балкані. Йому вдалося уникнути арешту, він повернувся до Румунії. 30 вересня 1875 року Христо Ботев подав у відставку з поста голови БРЦК. Крім ідеологічних розбіжностей (Ботєв вважав ідею введення військ із Сербії неправильною і наполягав на збереженні оригінальної ідеї Васила Левського про всенародне повстання), Ботев був ще й ображений тим, що поширилася чутка, нібито він розтратив 2-3 тисячі франків комітетських грошей.
БРЦК не обрав нового голову, а саморозпустився. Волов був розчарований розколом і зневірою, які охопили революційних діячів, але оскільки був переконаний, що визвольно-революційна робота повинна тривати, разом зі С. Стамболовим, С. Заїмовим, Н. Обретеновим, Г. Ікономовим та іншими діячами між 11 листопада і 25 грудня 1875 року створив Гюргевський комітет. Цей комітет вирішив організувати нове повстання навесні 1876 року. Волов був обраний головним апостолом 4-го революційного округу Пловдива, а Георгі Бенковський — його помічником. Внаслідок організаційної діяльності їх обох були створені десятки революційних комітетів на місцях. До них входило багато місцевих патріотів, які зробили великий внесок у повстання. Після того, як у керівництві виникли протиріччя, він виявив волю і такт, в ім'я спільної справи поступився керівництвом Георгі Бенковському. Коли Захарій Стоянов, здивований тим, що Панайот Волов відмовився від очільництва, запитав його про це, той просто відповів: «Я йому (Бенковському) поступився, тому що він більш гідний». Два апостоли розділили свою діяльність, тому Волов діяв у східній частині Пловдивського округу — Клісурі, Копривштиці, Калофері тощо. Він став одним з ініціаторів скликання загальних зборів комітетів з четвертого округу в районі Обориште, поблизу Панагюриште, і взяв у них активну участь.

### Квітневе повстання
Коли 20 квітня 1876 року спалахнуло повстання, він був у Панагюриште і разом з іншими апостолами підняв населення на повстання. Він сформував загін (чету) у 150 вояків, очолюваний ним разом з Ікономовим. Волов дійшов до Стрельчі, де вже діяла чета Орчо Воєводи. Обидві чети об'єдналися і протягом двох днів вели активні бої з турками і татарами на околицях. Щоб не гаяти часу, він шукав допомоги в Копривштице. Там знайшлося лише близько двадцяти повстанців. Волов та Ікономов зрозуміли, що Стрельчу їм не захопити. Тоді Волов відправив частину чети до Клісури, а сам попрямував до Копривштиці, де надав допомогу Тодору Каблешкову. Волов організував оборону міста і зібрав нових четників. 23 квітня прибув до Клісури, зміцнив позиції четників і поставив там гармату з вишневого дерева. Незабаром на чолі невеликої групи з 43 вояків почав їздити по навколишніх селах і схиляти їхніх мешканців до повстання. 26 квітня йому надійшло термінове звернення про допомогу від нечисленних повстанців Клісури, які протистояли 2000 башибузуків на чолі з намісником Тосун-беєм. Волов негайно попрямував туди, але коли він з 60-65 повстанцями прибув туди, було вже пізно — Клісура була у вогні, а повстанці здали свої позиції.
У цей момент прибув Тодор Каблешков на чолі 200 вояків. Волов скликав військову раду. Він вирішив розділити свої сили на два загони. Один загін був довірений Каблешкову, а Волов прийняв командування іншим й на чолі близько сотні повсталих намагався підняти Карлово і Сопот. Він швидко переконався в марності цього прагнення і повернувся назад. Близько 28 квітня вів бій з невеликим османським загоном, але прорватися не зумів.
За подальшою розповіддю Каблешкова Захарію Стоянову, місцеві багатії (чорбаджії), бачачи поразку повстання, «заарештували» апостолів (Волова, Ікономова, Каблешкова, учителя Найдена) з наміром видати їх османам. Неправдиве повідомлення Івана Ворчо про прихід 12 тисяч сербів і 3 тисяч болгарських воїнів змусило багатіїв звільнити революціонерів.
Після поразки повстання Волов та Ікономов повели чету близько ста вояків на Тирновський Балкан, сподіваючись на більший успіх, але тієї ж ночі чета скоротилася до 27 вояків. Вона проводила окремі бої, на 6 травня в ній вже було лише 12 вояків. Під Трояном був схоплений і Тодор Каблешков. За деякими свідченнями біля Троянського монастиря вцілілі четники зіткнулися з двома загонами башибузуків приблизно по 50 осіб у кожному. Чета почала переховуватися по селу Чорні Осим і остаточно розтанула. 20 травня 1876 року Волов із вісьмома товаришами був під Велико Тирново. Невдача повстання змусила Волова спробувати втекти разом з товаришами. Тут вони з міркувань меншої помітності, розділилися на три групи по три людини. Перша група: Волов, Георгі Ікономов і Стоян Ангелов; друга група: Кольо Димитров, Ненчо Іскров Налбантіна та Стефо Стоєв; третя група: Павло Бобеков, Манчо Манев і клісурський учитель Христо Драганов. 26 травня група Волова наблизилась до османів, які охороняли Бяленський міст через річку Янтра, але група була виказана місцевими жителями. Розпочалася стрільба, під час якої Волов був поранений і потонув разом зі своїми супутниками при спробі перепливти стрімку холодну річку Янтра біля міста Бяла Русенської області.
Його поховано в Пантеоні діячів болгарського Відродженння в Русе разом з 38 іншими знаменитими болгарами.

## Пам'ять
Його ім'ям названа середня школа в містах Бяла, Шумен та в деяких інших населених пунктах. Його ім'я носить футбольний стадіон «Панайот Волов», де грає місцевий футбольний клуб ПФк Шумен 2010, який з 1957 до 1983 року теж носив ім'я Волова.
Вулиця в центрі Софії носить ім'я Панайота Волова.
На його честь названо відкритий болгарськими астрономами астероїд 445308 Волов (2010 ET20).
У Шумені є будинок-музей «Панайот Волов».